# Mathias Fuchs

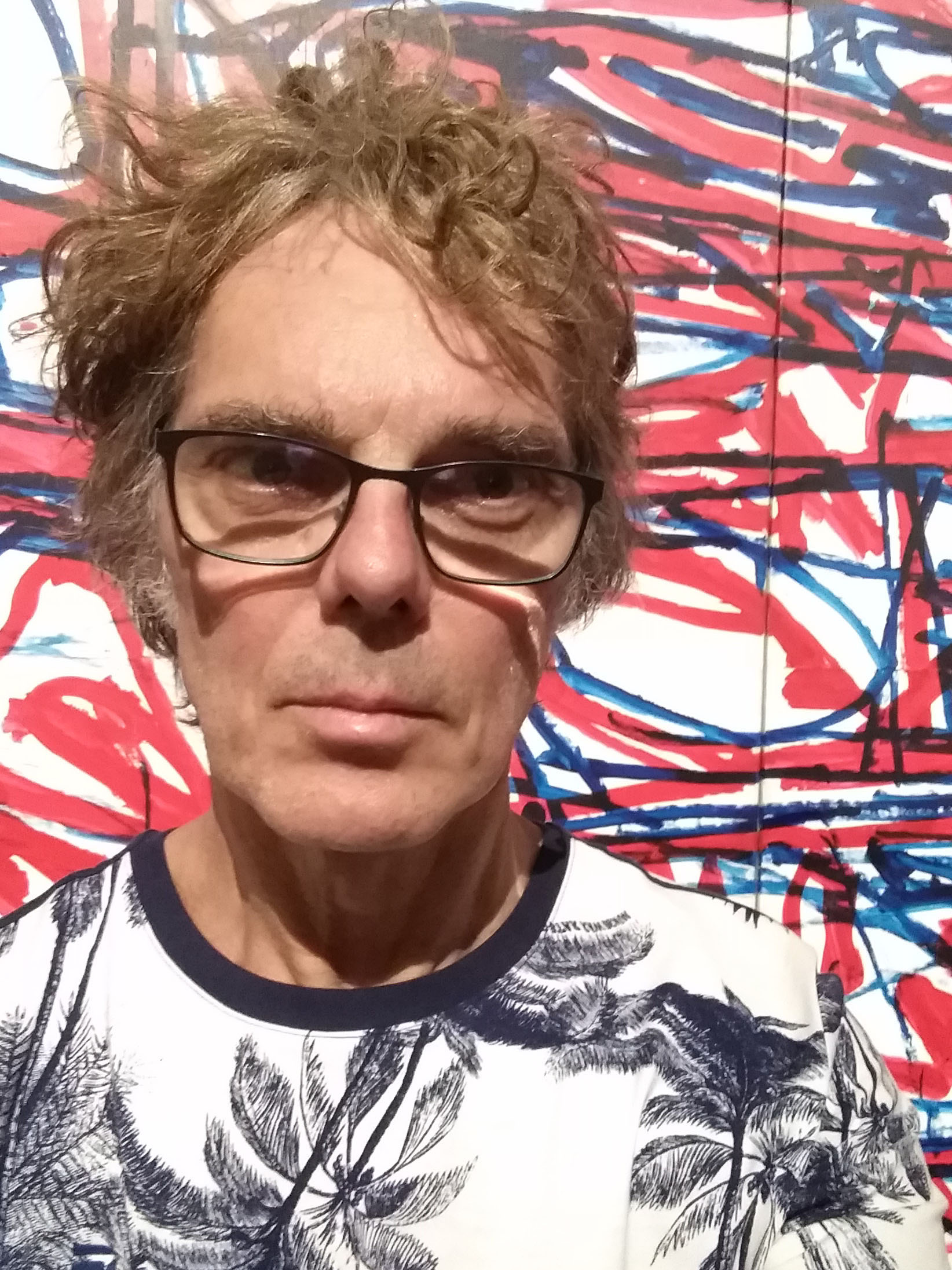
Mathias Fuchs

Mathias Fuchs (* 20. Oktober 1956 in Erlangen, Bundesrepublik Deutschland) ist ein österreichischer Künstler, Kunst- und Medientheoretiker.

## Leben und Wirken
Mathias Fuchs studierte Computerwissenschaften in Erlangen und Wien, sowie elektroakustische Musik in Wien und Stockholm. 2010 promovierte er mit einer Arbeit zu „Sinn und Sound“ an der Humboldt-Universität zu Berlin.
Mathias Fuchs war Dozent an der Universität für angewandte Kunst in Wien, an der Universität für künstlerische und industrielle Gestaltung in Linz, an der Universität für Musik und darstellende Kunst Wien, der Sibelius-Akademie in Helsinki und der University of Salford in Greater Manchester. Nach der Auftragsproduktion für die Spieleausstellung „Synreal: The Unreal Modification“ (organisiert vom Institute for New Culture Technologies, kuratiert von Konrad Becker), begann Mathias Fuchs sich immer stärker mit dem Thema Game Art zu beschäftigen. Er hat Pionierarbeit auf dem Gebiet der künstlerischen Nutzung von Spielen geleistet und ist ein führender Theoretiker zu Game Art und Games Studies. Er ist Künstler, Musiker, Medienkritiker und leitete und entwickelte an der Universität Salford drei Masters-Programme. In den Jahren 2011 und 2012 besetzte er an der Universität Potsdam eine Vertretungsprofessur für "Visuelles Denken und Wahrnehmen". Seit 2012 leitet er im Innovations-Inkubator an der Leuphana Universität Lüneburg das Forschungsprojekt "Art & Civic Media" und gründete dort das Gamification Lab im Centre for Digital Cultures. 2015 wirkte er als Senior Research Fellow am Institute of Advanced Study on Media Cultures of Computer Simulation. Seit 2016 ist er Professor am Institut für Kultur und Ästhetik der Medien in Lüneburg. Für die Jahre 2018 bis 2021 arbeitet Fuchs als Principal Investigator für das DFG geförderte Forschungsprojekt „Gamification. Grenzverschiebungen zwischen dem Spielerischen und Nicht-Spielerischen“ (FU 942/4-1). 2022 verbrachte er als Senior Fellow am IFK, Internationales Forschungszentrum Kulturwissenschaften in Wien.

## Forschung und Lehre

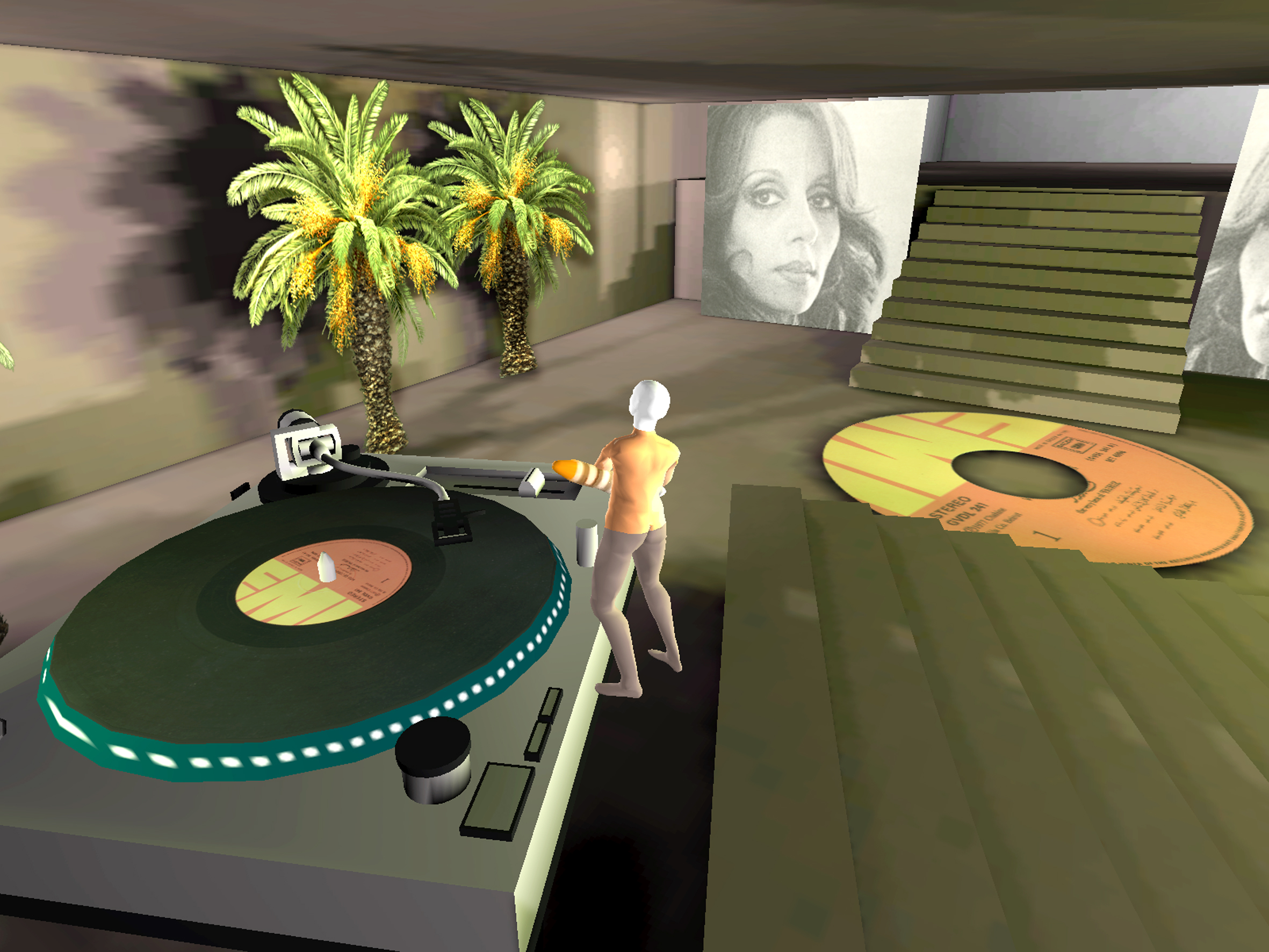
Spielerisches Interface in der Game Art Performance „postvinyl“ von Mathias Fuchs

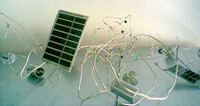
Spielerische Interface, Studie von Studenten der Ludic Interfaces Forschungsgruppe

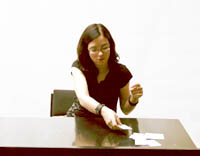
Das Foto zeigt eine Arbeit der Studentin Jess Kilby mit ihrer Arbeit „Center of the Universe“, einer Abschlussarbeit des Master Kurses unter der Leitung von Mathias Fuchs.

Mathias Fuchs lehrte an der Universität Salford in Großbritannien und am Studiengang „Europäische Medienwissenschaften“ der Universität Potsdam u. a. „Media and Cultural Theory“, „Digital Avant-gardes“, „Geschichte der technisch vermittelten Künste“, „Spiele für Museen und Ausstellungen“, „Sound-Architecture“ und „Medienkonvergenz“.
Von 2009 bis 2011 war er als Projektleiter des europäischen Masters-Programms „Ludic Interfaces“ tätig. „Ludic Interfaces“ ist ein auf europäischer Ebene entwickeltes Master-Programm. Es ist der Titel einer europäischen Zusammenarbeit zur Schaffung eines Netzwerks akademischer Institutionen und weltweit führender Medienzentren, um Public-Domain-Inhalte zu untersuchen, zu entwickeln und zu testen. Die Programm-Entwicklung ist ein gemeinsames Projekt der Universität Potsdam, Universidad Politécnica de Valencia, Universität für künstlerische und industrielle Gestaltung Linz und der University of Salford in Manchester.
Gegenwärtig beschäftigt Fuchs sich vornehmlich mit einer kritischen Reflexion digitaler Kulturen und von Gamification. Er ist Herausgeber der Open-Access-Publikation „Diversity of Play“ und Mitherausgeber und Autor des Handbuchs „Rethinking Gamification“, erschienen bei meson press, Lüneburg.

## Veröffentlichungen in Buchform
- Phantasmal Spaces. Bloomsbury, London, New York 2019, ISBN 978-1-5013-3292-0 (englisch, online [abgerufen am 1. August 2019]).
- Subversive Gamification. In: Daniel Cermak-Sassenrath (Hrsg.): Playful Disruption of Digital Media. Springer, Singapore 2018, ISBN 978-981-10-1889-3 (englisch, online [abgerufen am 16. April 2018]).
- Intelligenz-Comptoirs. In: Imanuel Schipper (Hrsg.): Staat 1-4 Phänomene der Postdemokratie. Theater der Zeit, Berlin 2018, ISBN 978-3-95749-133-6.
- Between Drudgery and "Promesse du bonheur": Games and Gamification. In: Rachel Kowert, Thorsten Quandt (Hrsg.): New Aspects on the Social Aspects of Gaming. Routledge, London 2017, ISBN 978-1-138-64363-5 (englisch, online [abgerufen am 16. April 2018]).
- Interpassives Spielen. In: Judith Ackermann (Hrsg.): Phänomen Let´s Play-Video. Entstehung, Ästhetik, Aneignung und Faszination aufgezeichneten Computerspielhandelns. Springer, Wiesbaden 2015, ISBN 978-3-658-12935-4, S. 31 – 41.
- “Sposi, Amici, al ballo, al gioco!” Brevi cenni di ludicizzazione … del diciottesimo secolo. In: Matteo Bittanti, Emanuela Zilio (Hrsg.): Oltre il gioco. Critica della ludicizzazione urbana. Edizioni Unicopli, Mailand 2016, ISBN 978-3-8376-3210-1 (italienisch, online [abgerufen am 13. April 2016]).
- Weltentzug und Weltzerfall (world-withdrawal and world-decay): Heidegger’s notions of withdrawal from the world and the decays of worlds in the times of computer games. In: Malcolm MacLean, Wendy Russell, Emily Ryal (Hrsg.): Philosophical Perspectives on Play. Routledge, London 2015, ISBN 978-1-138-84143-7 (englisch, online [abgerufen am 24. Januar 2016]).
- Diversity of Play. meson press, Lüneburg 2015, ISBN 978-3-95796-075-7 (englisch).
- Game Art / Art Games. Game Art killed the Video Star. In: Daniel Göpfert (Hrsg.): Spieltrieb! Goethe-Institut, Kraków 2014, ISBN 978-83-925003-6-0.
- Predigital Precursors of Gamification. In: Mathias Fuchs, Sonia Fizek, Paolo Ruffino, Niklas Schrape (Hrsg.): Rethinking Gamification. meson press, Lüneburg 2014, ISBN 978-3-95796-000-9 (englisch).
- Social Games. Privacy and Security. In: Magda David Hercheui, Diane Whitehouse, William McIver et al. (Hrsg.): ICT Critical Infrastructures and Society. Springer, Heidelberg / Dordrecht / London 2012, ISBN 978-3-642-33331-6, S. 330 – 337 (englisch).
- Interfaces Ludiques. In: Gaspard Bébié Valérian (Hrsg.): Jusqu'Ici, tout va bien. Rencontres des arts numériques, électroniques et médiatiques. oudeis, Le Vigan 2011, ISBN 978-2-918317-00-5.
- Mouseology – Ludic Interfaces – Zero Interfaces. In: Georg Russegger, Matthias Tarasiewicz, Michal Wlodkowski (Hrsg.): Coded Cultures. Creative Practices out of Diversity. Springer. Edition Angewandte, Wien / New York 2011, ISBN 978-3-7091-0457-6, S. 242–261, doi:10.1007/978-3-7091-0458-3_10 (englisch).
- Ordsall Hall in Manchester. A Creative Game for Heritage Studies. In: Minhua Ma, Manuel Fradinho Oliveira, João Madeiras Pereira (Hrsg.): Serious Games Development and Applications: Second International Conference, SGDA 2011. Springer. Lecture Notes in Computer Science, Lissabon 2011, ISBN 978-3-642-23833-8, S. 139–145, doi:10.1007/978-3-642-23834-5_13 (englisch).
- kendinize bir hayat edinin! In: Ekmel Ertan (Hrsg.): interpasif persona. BIS Body-Process Arts Association, Istanbul 2010, ISBN 978-6-05888071-9 (türkisch).
- Sinn und Sound. Wissenschaftlicher Verlag Berlin, Berlin 2010, ISBN 978-3-86573-570-6.
- Fair enough! Über Spielverderber und Falschspieler. In: Ernst Strouhal, Mathias Fuchs (Hrsg.): Passagen des Spiels II. Das Spiel und seine Grenzen. Springer Verlag, Wien / New York 2010, ISBN 978-3-7091-0084-4.
- Ludic Interfaces. In: Ruth Catlow, Marc Garrett, Corrado Morgana (Hrsg.): Artists Re:thinking Games. FACT, Liverpool 2010, ISBN 978-1-84631-247-2.
- Games. Kunst und Politik der Spiele. Hrsg.: Ernst Strouhal. Sonderzahl Verlag, Wien 2008, ISBN 978-3-85449-301-3.
- Kunst und Spiel II. Hrsg.: Dieter Buchhart (= Kunstforum international. Vol. 178). Köln 2005.
- Kunst und Spiel I. Hrsg.: Dieter Buchhart (= Kunstforum international, Vol. 176). Köln 2005.
- Ohne Spiegel Leben. Sichtbarkeiten und posthumane Menschenbilder. Hrsg.: Manfred Faßler. Fink Verlag, München 2000, ISBN 3-7705-3414-X, Transformierende Spiegel, autonome Spiegel, Trickspiegel, verhüllte Spiegel.
- Interpassivität. Studien über delegiertes Genießen. Hrsg.: Robert Pfaller. Springer Verlag, Wien / New York 2000, ISBN 3-211-83303-X, Disembodied Online.
- Wunschmaschine Welterfindung. Hrsg.: Brigitte Felderer. Springer Verlag, Wien / New York 1996, ISBN 3-211-82872-9, ParaReal.
- Sampling. Hrsg.: Hans Ulrich Reck. Verlag der Hochschule für Angewandte Kunst, Wien 1995, ISBN 3-85211-044-0.
- Musik.Labyrinth.Kontext. Hrsg.: Christian Utz. Offenes Kulturhaus, Linz 1995, ISBN 3-85307-003-5, Hot oder Cool.
- Hausmusik. Hrsg.: Thomas Feuerstein, Claus Strickner, Mia Zabelka. Triton Verlag, Wien 1993, ISBN 3-901310-08-8.
- Karten. Térképek. Verlag der Hochschule für Angewandte Kunst, Wien/Budapest 1989 (ungarisch).

## Veröffentlichungen in wissenschaftlichen Journalen, Tagungsbeiträge und Essays
- Retirada do mundo e dissolução do mundo: noções de Heidegger na era dos jogos digitais. In: Eduardo Luersen (Hrsg.): Logos 52 Vol. 26, Dossiê Comunicação, Mídia, Videogames. Logos: Comunicação e Universidade, 2020, ISSN 0104-9933 (portugiesisch, online [abgerufen am 11. Juni 2020]).
- Rethinking AI. Neural Networks, Biometrics and the New Artificial Intelligence. In: Pablo Abend, Mathias Fuchs, Ramón Reichert, Annika Richterich, Karin Wenz (Hrsg.): Digital Culture and Society. Vol. 4, Nr. 1. transcript, Bielefeld 2018, ISBN 978-3-8376-4266-7 (englisch, online [abgerufen am 26. September 2018]).
- “Ruinensehnsucht” - Longing for Decay in Computer Games. In: Ashley Brown, Rafael Bidarra (Hrsg.): ToDiGRA, Transactions of the Digital Games Research Association. Vol. 3, Nr. 2. ETC Press Carnegie Mellon, 2017, ISSN 2328-9414 (englisch, online [PDF; abgerufen am 11. September 2017]).
- Gamification. Wunderwaffe oder Bullshit? In: form Design Magazine. Verlag form GmbH, 2017, ISSN 0015-7678 (form.de [abgerufen am 19. Januar 2017]).
- On Game Structures. In: Natasha Lushetevich, Mathias Fuchs (Hrsg.): Performance Research. A Journal of the Performing Arts. Vol. 24, Nr. 1. Routledge, 2016, ISSN 1469-9990 (englisch, online [abgerufen am 19. Juli 2016]).
- Century of Play: 18th Century Precursors of Gamification. In: Exploring the Frontiers of Digital Gaming: Traditional Games, Expressive Games, Pervasive Games. Kinephanos Sonderband April, 2016, ISSN 1916-985X (online [abgerufen am 13. Juni 2016]).
- 33 ⅓ Revolutions. In: Cultural R>Evolution. Catalogue. Hong Kong 2016, ISBN 978-962-442-396-9 (online [abgerufen am 13. Juni 2016]).
- Quantified Selves and Statistical Bodies. In: Pablo Abend, Mathias Fuchs, Ramón Reichert, Annika Richterich, Karin Wenz (Hrsg.): Digital Culture and Society. Vol. 2, Nr. 1. transcript, Bielefeld 2016, ISBN 978-3-8376-3210-1 (englisch, online [abgerufen am 13. April 2016]).
- Gamification as 21st Century Ideology. In: Journal of Gaming & Virtual Worlds. Volume 6, Nr. 2. intellect, London 1. Juni 2014, S. 153–157, doi:10.1386/jgvw.6.2.143_1.
- Ludoarchaeology. In: Games and Culture. Volume 9, Nr. 6. SAGE, London November 2014, S. 528–538, doi:10.1177/1555412014547128.
- Nordic game subcultures: between LARPers and avant-garde. In: GAME – Games Subcultures. vol. 3. The Italian Journal of Game Studies, Ass.ne Culturale Ludica, Bologna, Via Veneto, 2014, ISSN 2280-7705.
- Gamification. Die Ausweitung der Spielzone. In: Die Visionäre des Silicon Valley. Du – Das Kunstmagazin, Zürich 2013, ISBN 978-3-905931-34-1.
- Ludic interfaces. Driver and product of gamification. In: GAME – ALL OF US, PLAYERS. vol. 1. The Italian Journal of Game Studies, Ass.ne Culturale Ludica, Bologna, Via Veneto, 2012, ISSN 2280-7705 (online [abgerufen am 24. Januar 2016]).
- Maulwurf. In: Stephan Günzel (Hrsg.): Lexikon der Raumphilosophie. Wissenschaftliche Buchgesellschaft, Darmstadt 2012, ISBN 978-3-534-21931-5.
- Cyberprovincialism. In: Coded Cultures. Exploring Creative Emergences. 5uper.net, Wien/Yokohama 2009, ISBN 978-3-200-01532-6 (org.uk [PPT; 5,0 MB; abgerufen am 24. Januar 2016]).
- postvinyl. In: Re:live. Media Art Histories 2009. University of Melbourne & Victorian College of the Arts and Music, Melbourne 2009.
- Digital Tudor. In: Electronic Visualisation and the Arts. EVA2009, London 2009.
- Spoilsports and Cardsharps. In: Proceedings of the Playful Experiences Seminar. University of Tampere, Tampere 2009.
- Pervasive DJing. In: Proceedings of the 4th International Symposium on Pervasive Gaming Applications. Shaker Verlag, Aachen 2007, ISBN 978-3-8322-6288-4.
- Spie(ge)l. Mirrors. In: Selfware.file02. MiDiHY und MVD, Graz 2003, ISBN 3-9501666-7-X (englisch).
- Total Recall – Erinnern und Vergessen in der Musik. In: Hans Ulrich Reck (Hrsg.): Konstruktionen des Erinnerns: Transitorische Turbulenzen. Kunstforum Köln Band 127, Cologne 1997.
- Are you sure you want to do this? In: Mediamatic Vol.8#1 The Storage Mania Issue. Mediamatic, Amsterdam 1994, ISBN 90-74728-25-1 (niederländisch).